# Liste de films français sortis en 2022
Listes de films français
- 2018
- 2019
- 2020
- 2021
- 2022
- 2023
- 2024
- 2025
- 2026

Cette page présente une liste non exhaustive de films français sortis en 2022 que ce soit en salles, en DVD, sur une plateforme ou en VOD.
| Film                                                          | Réalisation                              | Genre                    | Casting |
| ------------------------------------------------------------- | ---------------------------------------- | ------------------------ | --- |
| La Malédiction des Dunois                                     | Patrice Blanchard                        | Comédie policière        | Alexis Ramos, Yves Poulin, Christine Levée, Paula Dartigues |
| La Syndicaliste                                               | Jean-Paul Salomé                         | Drame                    | Isabelle Huppert, Grégory Gadebois, François-Xavier Demaison, Yvan Attal |
| Athena                                                        | Romain Gavras                            | Thriller                 | Dali Benssalah, Sami Slimane, Anthony Bajon |
| La Nuit du 12                                                 | Dominik Moll                             | Thriller                 | Bastien Bouillon, Bouli Lanners, Mouna Soualem |
| La Vraie Famille                                              | Fabien Gorgeart                          | Drame                    | Mélanie Thierry, Lyes Salem, Gabriel Pavie, Basile Violette, Idriss Laurentin-Khelifi |
| Un autre monde                                                | Stéphane Brizé                           | Drame                    | Vincent Lindon, Sandrine Kiberlain, Marie Drucker |
| Revoir Paris                                                  | Alice Winocour                           | Drame                    | Virginie Efira, Benoît Magimel, Maya Sansa, Amadou Mbow, Sofia Lesaffre |
| À plein temps                                                 | Éric Gravel                              | Drame                    | Laure Calamy |
| Bruno Reidal                                                  | Vincent Le Port                          | Drame                    | Dimitri Doré |
| Sentinelle sud                                                | Mathieu Gerault                          | Thriller                 | Niels Schneider, Sofian Khammes, India Hair |
| Babysitter                                                    | Monia Chokri                             | Comédie                  | Patrick Hivon, Monia Chokri, Nadia Tereszkiewicz, Steve Laplante |
| En attendant Bojangles                                        | Régis Roinsard                           | Comédie dramatique       | Romain Duris, Virginie Efira, Solàn Machado-Graner |
| Les Enfants des autres                                        | Rebecca Zlotowski                        | Drame                    | Virginie Efira, Roschdy Zem, Victor Lefebvre |
| Icare                                                         | Carlo Vogele                             | Animation                | |
| L'Origine du mal                                              | Sébastien Marnier                        | Thriller                 | Laure Calamy, Dominique Blanc |
| Twist à Bamako                                                | Robert Guédiguian                        | Drame historique         | Alice Da Luz, Stéphane Bak |
| Les Promesses                                                 | Thomas Kruithof                          | Drame                    | Isabelle Huppert, Reda Kateb, Naidra Ayadi |
| La Revanche des Crevettes pailletées                          | Cédric Le Gallo et Maxime Govare         | Comédie                  | Nicolas Gob, Romain Brau, David Baiot, Bilal El Atreby |
| Incroyable mais vrai                                          | Quentin Dupieux                          | Comédie                  | Alain Chabat, Léa Drucker, Benoît Magimel |
| Les Cinq Diables                                              | Léa Mysius                               | Drame                    | Adèle Exarchopoulos, Sally Dramé, Swala Emati |
| Goliath                                                       | Frédéric Tellier                         | Thriller                 | Gilles Lellouche, Pierre Niney, Emmanuelle Bercot |
| Petite Nature                                                 | Samuel Theis                             | Drame                    | Aliocha Reinert, Antoine Reinartz, Mélissa Olexa |
| Mes frères et moi                                             | Yohan Manca                              | Drame                    | Maël Rouin Berrandou, Judith Chemla, Dali Benssalah, Sofian Khammes, Moncef Farfar |
| Une jeune fille qui va bien                                   | Sandrine Kiberlain                       | Drame                    | Rebecca Marder, Anthony Bajon, Françoise Widhoff, Cyril Metzger |
| Les Secrets de mon père                                       | Véra Belmont                             | Animation                | |
| De nos frères blessés                                         | Hélier Cisterne                          | Drame                    | Vincent Lacoste, Vicky Krieps, Jules Langlade |
| Peter von Kant                                                | François Ozon                            | Drame                    | Denis Ménochet, Khalil Ben Gharbia |
| Inexorable                                                    | Fabrice Du Welz                          | Thriller                 | Benoît Poelvoorde, Alba Gaïa Bellugi, Mélanie Doutey |
| Coupez !                                                      | Michel Hazanavicius                      | Comédie                  | Romain Duris, Matilda Lutz, Bérénice Bejo, Finnegan Oldfield |
| Mi iubita, mon amour                                          | Noémie Merlant                           | Drame                    | Noémie Merlant, Gimi-Nicole Covaci, Sanda Codreanu, Clara Lama-Schmit, Alexia Lefaix |
| Vaillante                                                     | Laurent Zeitoun et Theodore Ty           | Animation                | |
| En roue libre                                                 | Didier Barcelo                           | Comédie                  | Marina Foïs, Benjamin Voisin |
| Arthur Rambo                                                  | Laurent Cantet                           | Drame                    | Rabah Nait Oufella |
| Irréductible                                                  | Jérôme Commandeur                        | Comédie                  | Jérôme Commandeur, Lætitia Dosch |
| Enquête sur un scandale d'État                                | Thierry de Peretti                       | Thriller                 | Roschdy Zem, Pio Marmaï, Vincent Lindon, Julie Moulier |
| Rodéo                                                         | Lola Quivoron                            | Drame                    | Julie Ledru, Yanis Lafki, Antonia Buresi, Louis Sotton |
| Le Monde d'hier                                               | Diastème                                 | Drame                    | Léa Drucker, Denis Podalydès |
| Ouistreham                                                    | Emmanuel Carrère                         | Drame                    | Juliette Binoche, Hélène Lambert |
| After Blue (Paradis sale)                                     | Bertrand Mandico                         | Science-fiction          | Elina Löwensohn, Paula Luna, Vimala Pons, Agata Buzek |
| Kompromat                                                     | Jérôme Salle                             | Thriller                 | Gilles Lellouche, Joanna Kulig |
| La Colline où rugissent les lionnes                           | Luàna Bajrami                            | Drame                    | Luàna Bajrami, Andi Bajgora, Flaka Latifi, Era Balaj, Urate Shabani |
| Azuro                                                         | Matthieu Rozé                            | Comédie                  | Valérie Donzelli, Maya Sansa, Florence Loiret Caille |
| Les Meilleures                                                | Marion Desseigne-Ravel                   | Drame                    | Lina El Arabi, Esther Bernet-Rollande |
| Petite Fleur                                                  | Santiago Mitre                           | Comédie                  | Daniel Hendler, Vimala Pons, Melvil Poupaud |
| La Place d'une autre                                          | Aurélia Georges                          | Drame                    | Lyna Khoudri, Sabine Azéma, Maud Wyler |
| Viens je t'emmène                                             | Alain Guiraudie                          | Comédie                  | Jean-Charles Clichet, Noémie Lvovsky, Iliès Kadri |
| En corps                                                      | Cédric Klapisch                          | Comédie dramatique       | Marion Barbeau, Souheila Yacoub, François Civil |
| Placés                                                        | Nessim Chikhaoui                         | Comédie dramatique       | Shaïn Boumedine, Nailia Harzoune, Moussa Mansaly, Lucie Charles-Alfred, Elyes Aguis |
| Clèves                                                        | Rodolphe Tissot                          | Drame                    | Louisiane Gouverneur, Aymeric Fougeron, Sarah Suco |
| Les Vedettes                                                  | Jonathan Barré                           | Comédie                  | Grégoire Ludig, David Marsais |
| Adieu monsieur Haffmann                                       | Fred Cavayé                              | Thriller                 | Daniel Auteuil, Sara Giraudeau, Gilles Lellouche |
| Le Visiteur du futur                                          | François Descraques                      | Comédie, science-fiction | Florent Dorin, Enya Baroux, Arnaud Ducret |
| Big Bug                                                       | Jean-Pierre Jeunet                       | Science-fiction          | Marysole Fertard, Hélie Thonnat |
| L'Année du requin                                             | Zoran Boukherma et Ludovic Boukherma     | Comédie                  | Marina Foïs, Jean-Pascal Zadi |
| Le Monde après nous                                           | Louda Ben-Salah-Cazanas                  | Drame                    | Aurélien Gabrielli, Louise Chevillotte |
| Memory Box                                                    | Joana Hadjithomas et Khalil Joreige      | Drame                    | Rim Turki, Manal Issa |
| Frère et Sœur                                                 | Arnaud Desplechin                        | Drame                    | Marion Cotillard, Melvil Poupaud, Golshifteh Farahani, Patrick Timsit, Benjamin Siksou |
| Rien à foutre                                                 | Emmanuel Marre et Julie Lecoustre        | Comédie dramatique       | Adèle Exarchopoulos |
| Ima                                                           | Nils Tavernier                           | Romance                  | Dadju, Karidja Touré |
| L'Homme parfait                                               | Xavier Durringer                         | Comédie                  | Didier Bourdon, Valérie Karsenti, Pierre-François Martin-Laval |
| Les Liaisons dangereuses                                      | Rachel Suissa                            | Romance                  | Paola Locatelli, Simon Rérolle, Aymeric Fougeron |
| Mascarade                                                     | Nicolas Bedos                            | Comédie dramatique       | Pierre Niney, Marine Vacth, Isabelle Adjani |
| Couleurs de l'incendie                                        | Clovis Cornillac                         | Drame                    | Léa Drucker |
| Le Nouveau Jouet                                              | James Huth                               | Comédie                  | Jamel Debbouze, Simon Faliu |
| Le Pharaon, le Sauvage et la Princesse                        | Michel Ocelot                            | Animation                | |
| Simone, le voyage du siècle                                   | Olivier Dahan                            | Drame                    | Elsa Zylberstein, Rebecca Marder, Élodie Bouchez, Judith Chemla |
| L'Innocent                                                    | Louis Garrel                             | Comédie                  | Louis Garrel, Noémie Merlant, Roschdy Zem, Anouk Grinberg |
| Le Petit Nicolas : Qu'est-ce qu'on attend pour être heureux ? | Amandine Fredon et Benjamin Massoubre    | Animation                | |
| Les Harkis                                                    | Philippe Faucon                          | Drame                    | Théo Cholbi, Mohamed El Amine Mouffok |
| Novembre                                                      | Cédric Jimenez                           | Thriller                 | Jean Dujardin, Anaïs Demoustier, Lyna Khoudri |
| Stella est amoureuse                                          | Sylvie Verheyde                          | Comédie dramatique       | Flavie Delangle, Louise Malek, Prune Richard, Agathe Saliou |
| Falcon Lake                                                   | Charlotte Le Bon                         | Drame                    | Joseph Engel, Sara Montpetit |
| Nos frangins                                                  | Rachid Bouchareb                         | Drame                    | Adam Amara, Samir Guesmi, Reda Kateb, Lyna Khoudri |
| Annie colère                                                  | Blandine Lenoir                          | Drame                    | Laure Calamy, Zita Hanrot, India Hair |
| Fumer fait tousser                                            | Quentin Dupieux                          | Comédie                  | Gilles Lellouche, Vincent Lacoste, Anaïs Demoustier, Oulaya Amamra, Jean-Pascal Zadi, Doria Tillier, Blanche Gardin, Grégoire Ludig, Adèle Exarchopoulos, David Marsais, Julia Faure, Alain Chabat, Benoît Poelvoorde, Anthony Sonigo |
| Le Lycéen                                                     | Christophe Honoré                        | Drame                    | Paul Kircher, Juliette Binoche, Vincent Lacoste, Erwan Kepoa Falé, Adrien Casse |
| Saint Omer                                                    | Alice Diop                               | Drame                    | Kayije Kagame, Guslagie Malanda |
| Entre les vagues                                              | Anaïs Volpé                              | Drame                    | Souheila Yacoub, Déborah Lukumuena |
| Charlotte                                                     | Éric Warin et Tahir Rana                 | Animation                | Marion Cotillard |
| Plus que jamais                                               | Emily Atef                               | Drame                    | Vicky Krieps, Gaspard Ulliel |
| Les Amandiers                                                 | Valeria Bruni Tedeschi                   | Drame                    | Nadia Tereszkiewicz, Sofiane Bennacer, Clara Bretheau, Noham Edje, Vassili Schneider, Eva Danino, Oscar Lesage, Louis Garrel, Micha Lescot                                                                                            |
| Balle perdue 2                                                | Guillaume Pierret                        | Action                   | |
| Ogre                                                          | Arnaud Malherbe                          | Fantastique              | Ana Girardot, Giovanni Pucci, Samuel Jouy |
| L'Été nucléaire                                               | Gaël Lépingle                            | Thriller                 | Shaïn Boumedine, Carmen Kassovitz, Théo Augier, Constantin Vidal, Manon Valentin |
|                                                               |                                          |                          | |
|                                                               |                                          |                          | |
|                                                               |                                          |                          | |
| La Passagère                                                  | Héloïse Pelloquet                        | Romance                  | Cécile de France, Félix Lefebvre |
| Le Parfum vert                                                | Nicolas Pariser                          | Comédie                  | |
| Tempête                                                       | Christian Duguay                         | Drame                    | |
| Hawa                                                          | Maïmouna Doucouré                        | Drame                    | |
| Kanun, la loi du sang                                         | Jérémie Guez                             | Thriller                 | Waël Sersoub |
| Tropique de la violence                                       | Manuel Schapira                          | Drame                    | Gilles-Alane Ngalamou Hippocrate |
| À la folie                                                    | Audrey Estrougo                          | Drame                    | Virginie Van Robby, Lucie Debay |
| Le Sixième Enfant                                             | Léopold Legrand                          | Drame                    | Sara Giraudeau, Judith Chemla |
| Jacky Caillou                                                 | Lucas Delangle                           | Drame fantastique        | Thomas Parigi |
| Harka                                                         | Lotfy Nathan                             | Drame                    | Adam Bessa |
| Pacifiction : Tourment sur les Îles                           | Albert Serra                             | Drame                    | Benoît Magimel |
| Des feux dans la nuit                                         | Dominique Lienhard                       | Drame                    | Igor Van Dessel, Ana Girardot |
| Tout fout le camp                                             | Sébastien Betbeder                       | Comédie                  | Thomas Scimeca |
| Jack Mimoun et les secrets de Val Verde                       | Malik Bentalha et Ludovic Colbeau-Justin | Comédie, aventure        | Malik Bentalha, Joséphine Japy, Benoît Magimel |
| Vortex                                                        | Gaspar Noé                               | Drame                    | Dario Argento, Françoise Lebrun |
| Le Tourbillon de la vie                                       | Olivier Treiner                          | Drame                    | |
| Le Petit Piaf                                                 | Gérard Jugnot                            | Comédie dramatique       | |
| Les Miens                                                     | Roschdy Zem                              | Drame                    | Sami Bouajila, Roschdy Zem, Maïwenn |
| Une mère                                                      | Sylvie Audcoeur                          | Thriller                 | Karin Viard, Darren Muselet |
| Le Monde de Kaleb                                             | Vasken Toranian                          | Drame                    | |
| Un beau matin                                                 | Mia Hansen-Løve                          | Drame                    | Léa Seydoux, Pascal Greggory |
| Méduse                                                        | Sophie Levy                              | Drame romantique         | Anamaria Vartolomei, Roxane Mesquida |
| Hors du monde                                                 | Marc Fouchard                            | Thriller                 | Kevin Mischel |
| Les Pires                                                     | Lise Akoka et Romane Guéret              | Drame                    | |
| Ernest et Célestine : Le Voyage en Charabie                   | Julien Chheng et Jean-Christophe Roger   | Animation                | |
| Du crépitement sous les néons                                 | FGKO                                     | Thriller                 | Idir Azougli, Tracy Gotoas, Jérémie Laheurte |
| Le Soleil de trop près                                        | Brieuc Carnaille                         | Drame                    | Clément Roussier, Marine Vacth, Diane Rouxel |
| Coma                                                          | Bertrand Bonello                         | Drame, fantastique       | |
| Avec amour et acharnement                                     | Claire Denis                             | Drame romantique         | |
| La Petite Bande                                               | Pierre Salvadori                         | Comédie                  | |
| À l'ombre des filles                                          | Étienne Comar                            | Drame musical            | |
| L'Ennemi                                                      | Stephan Streker                          | Drame                    | |
| Down in Paris                                                 | Antony Hickling                          | Drame                    | |
| Les Passagers de la nuit                                      | Mikhaël Hers                             | Drame                    | Quito Rayon Richter, Megan Northam |
| Tom                                                           | Fabienne Berthaud                        | Drame                    | |
| Selon la police                                               | Frédéric Videau                          | Thriller                 | |
| Les Graines que l'on sème                                     | Nathan Nicholovitch                      | Drame                    | |
| Ils sont vivants                                              | Jérémie Elkaïm                           | Comédie dramatique       | Seear Kohi |
| Compagnons                                                    | François Favrat                          | Drame                    | Najaa Bensaid |
| Mon héroïne                                                   | Noémie Lefort                            | Comédie                  | |
| Maestro(s)                                                    | Bruno Chiche                             | Drame                    | |
| Le Torrent                                                    | Anne Le Ny                               | Thriller                 | |
| Petite Solange                                                | Axelle Ropert                            | Drame                    | Jade Springer |
| Trois nuits par semaine                                       | Florent Gouëlou                          | Comédie romantique       | |
| Pétaouchnok                                                   | Édouard Deluc                            | Comédie                  | |
| Les Lendemains de veille                                      | Loïc Paillard                            | Comédie                  | |
| Riposte féministe                                             | Marie Perennès et Simon Depardon         | Documentaire             | |
| Classico                                                      | Nathanel Guedj et Adrien Piquet-Gauthier | Comédie                  | |
| Overdose                                                      | Olivier Marchal                          | Thriller                 | |
| Vous n'aurez pas ma haine                                     | Kilian Riedhof                           | Drame                    | |
| Plancha                                                       | Éric Lavaine                             | Comédie                  | |
| L'école est à nous                                            | Alexandre Castagnetti                    | Comédie                  | |
| Super Z                                                       | Julien de Volte et Arnaud Tabarly        | Comédie horrifique       | |
| Belle et Sébastien : Nouvelle Génération                      | Pierre Coré                              | Aventures                | |
| Reprise en main                                               | Gilles Perret                            | Comédie                  | |
| Yuku et la Fleur de l'Himalaya                                | Arnaud Demuynck et Rémi Durin            | Animation                | |
| Solex dans les prés                                           | Dominique Rocher                         | Comédie                  | |
| Une femme de notre temps                                      | Jean Paul Civeyrac                       | Drame                    | |
| Vacances                                                      | Béatrice de Staël et Léo Wolfenstein     | Thriller                 | |
| Jumeaux mais pas trop                                         | Olivier Ducray et Wilfried Méance        | Comédie                  | |
| Maria rêve                                                    | Lauriane Escaffre et Yvonnick Muller     | Comédie romantique       | |
| La Cour des miracles                                          | Hakim Zouhani et Carine May              | Comédie                  | |
| Poulet frites                                                 | Jean Libon et Yves Hinant                | Documentaire             | |
| Tant pis pour le sud                                          | Vincent Orst                             | Comédie                  | |
| Une belle course                                              | Christian Carion                         | Comédie dramatique       | |
| L'Ombre de Goya                                               | José Luis López-Linares                  | Documentaire             | |
| On a grandi ensemble                                          | Adnane Tragha                            | Documentaire             | |
| Libre Garance !                                               | Lisa Diaz                                | Drame                    | |
| Chronique d'une liaison passagère                             | Emmanuel Mouret                          | Romance                  | |
| Canailles                                                     | Christophe Offenstein                    | Comédie                  | |
| Citoyen d'honneur                                             | Mohamed Hamidi                           | Comédie                  | |
| À propos de Joan                                              | Laurent Larivière                        | Drame                    | |
| Les Femmes du square                                          | Julien Rambaldi                          | Comédie                  | |
| Les Engagés                                                   | Émilie Frèche                            | Drame                    | |
| Reste un peu                                                  | Gad Elmaleh                              | Comédie                  | |
| La Maison                                                     | Anissa Bonnefont                         | Drame                    | |
| Une comédie romantique                                        | Thibault Segouin                         | Romance                  | |
| Sous emprise                                                  | David M. Rosenthal                       | Thriller                 | |
| Tout le monde aime Jeanne                                     | Céline Devaux                            | Comédie                  | |
| Le Tigre et le Président                                      | Jean-Marc Peyrefitte                     | Comédie                  | |
| La Page blanche                                               | Murielle Magellan                        | Comédie romantique       | |
| La Dégustation                                                | Ivan Calbérac                            | Comédie romantique       | |
| Rumba la vie                                                  | Franck Dubosc                            | Comédie                  | |
| Les Volets verts                                              | Jean Becker                              | Drame                    | |
| Désertitude                                                   | Vincent Morvan                           | Comédie                  | |
| Les Vieux Fourneaux 2 : Bons pour l'asile                     | Christophe Duthuron                      | Comédie                  | |
| La Très Très Grande Classe                                    | Frédéric Quiring                         | Comédie                  | |
| Joyeuse retraite 2                                            | Fabrice Bracq                            | Comédie                  | |
| Menteur                                                       | Olivier Baroux                           | Comédie                  | |
| Ducobu président !                                            | Élie Semoun                              | Comédie                  | |
| I Love Greece                                                 | Nafsika Guerry-Karamaounas               | Comédie                  | |
| Arthur, malédiction                                           | Barthélemy Grossmann                     | Horreur                  | |
| Mastemah                                                      | Didier D. Daarwin                        | Horreur                  | |
| La Traversée                                                  | Varante Soudjian                         | Comédie                  | |
| Salam                                                         | Diam's, Houda Benyamina, Anne Cissé      | Documentaire             | |
| Les Goûts et les Couleurs                                     | Michel Leclerc                           | Comédie                  | |
| Le Divorce de mes marrants                                    | Romy Trajman et Anaïs Straumann-Lévy     | Comédie                  | |
| Fratè                                                         | Karole Rocher et Barbara Biancardini     | Comédie                  | |
| Boum Boum                                                     | Laurie Lassalle                          | Documentaire             | |
| Mon amour                                                     | David Teboul                             | Documentaire             | |
| Je t'aime, filme moi !                                        | Alexandre Messina                        | Comédie                  | |
| Le Chemin du bonheur                                          | Nicolas Steil                            | Comédie dramatique       | |
| Piège de guerre                                               | David Aboucaya                           | Thriller                 | |
| Qu'est ce qu'elle a ma famille?                               | Hélène Angel                             | Drame                    | |
| Des hommes de paille                                          | Jonathan Safir                           | Thriller                 | |
| Champagne!                                                    | Nicolas Vanier                           | Comédie                  | |
| C'est magnifique !                                            | Clovis Cornillac                         | Comédie dramatique       | |
| Cœurs vaillants                                               | Mona Achache                             | Drame                    | |
| Pilote                                                        | Paul Doucet                              | Thriller                 | |
| Memento Mori                                                  | Jean Heches                              | Drame                    | |
| Don Juan                                                      | Serge Bozon                              | Drame                    | |
| Cérémonie secrète                                             | Tatiana Becquet-Genel                    | Drame                    | |
| Rosy                                                          | Marine Barnérias                         | Documentaire             | |
| Traverser                                                     | Joël Akafou                              | Documentaire             | |
| Guanzhou, une nouvelle ère                                    | Boris Svartzman                          | Documentaire             | |
| HK, la plume et l'espoir                                      | Clémentine Basty et Thomas Basty         | Documentaire             | |
| Mai 68 au masculin                                            | Jorge Amat                               | Documentaire             | |
| Sans toi                                                      | Sophie Guillemin                         | Drame                    | |
| Jane par Charlotte                                            | Charlotte Gainsbourg                     | Documentaire             | |
| Le Cygne des héros                                            | Claude Saussereau                        | Drame                    | |
| L'amour c'est mieux que la vie                                | Claude Lelouch                           | Drame                    | |
| Lynx                                                          | Laurent Geslin                           | Documentaire             | |
| Tendre et saignant                                            | Christopher Thompson                     | Comédie                  | |
| Graines d'espoir                                              | Pierre Beccu                             | Documentaire             | |
| Presque                                                       | Bernard Campan et Alexandre Jollien      | Comédie dramatique       | |
| Chœur de rockers                                              | Ida Techer et Luc Bricault               | Comédie                  | |
| Adieu Paris                                                   | Édouard Baer                             | Comédie                  | |
| Super-héros malgré lui                                        | Philippe Lacheau                         | Comédie                  | |
| Les Jeunes Amants                                             | Carine Tardieu                           | Drame                    | |
| Les Voisins de mes voisins sont mes voisins                   | Anne-Laure Daffis et Léo Marchand        | Animation                | |
| Vous ne désirez que moi                                       | Claire Simon                             | Drame                    | |
| La Disparition ?                                              | Jean-Pierre Pozzi                        | Documentaire             | |
| L'Horizon                                                     | Émilie Carpentier                        | Drame                    | |
| Golda Maria                                                   | Hugo Sobelman et Patrick Sobelman        | Documentaire             | |
| Des films en campagne                                         | José Bourgarel                           | Documentaire             | |
| Maison de retraite                                            | Thomas Gilou                             | Comédie                  | |
| Nous                                                          | Alice Diop                               | Documentaire             | |
| La Jungle est mon jardin                                      | Enrico Giordano                          | Drame                    | |
| Un peuple                                                     | Emmanuel Gras                            | Documentaire             | |
| Le Chêne                                                      | Laurent Charbonnier et Michel Seydoux    | Documentaire             | |
| Zaï zaï zaï zaï                                               | François Desagnat                        | Comédie                  | |
| Maigret                                                       | Patrice Leconte                          | Thriller                 | |
| Robuste                                                       | Constance Meyer                          | Comédie dramatique       | |
| Là-haut perchés                                               | Raphaël Mathié                           | Documentaire             | |
| Porte de Vincennes                                            | Claude Chamis                            | Drame                    | |
| Permis de construire                                          | Éric Fraticelli                          | Comédie                  | |
| Sans répit                                                    | Régis Blondeau                           | Thriller                 | |
| Murder Party                                                  | Nicolas Pleskof                          | Comédie                  | |
| Ma nuit                                                       | Antoinette Boulat                        | Drame                    | |
| Kung Fu Zohra                                                 | Mabrouk El Mechri                        | Comédie                  | |
| Sans Frapper                                                  | Alexe Poukine                            | Documentaire             | |
| La Campagne de France                                         | Sylvain Desclous                         | Documentaire             | |
| Théo et les métamorphoses                                     | Damien Odoul                             | Documentaire             | |
| Soy libre                                                     | Laure Portier                            | Documentaire             | |
| Notre-Dame brûle                                              | Jean-Jacques Annaud                      | Drame                    | |
| Trois fois rien                                               | Nadège Loiseau                           | Comédie                  | |
| Alors on danse                                                | Michèle Laroque                          | Comédie                  | |
| Funambules                                                    | Ilan Klipper                             | Documentaire             | |
| Belladones                                                    | Sophie Tavert-Macian                     | Drame                    | |
| Le Temps des secrets                                          | Christophe Barratier                     | Drame                    | Léo Campion, Baptiste Negrel |
| La Brigade                                                    | Louis-Julien Petit                       | Comédie                  | |
| Seule la terre est éternelle                                  | François Busnel, Adrien Soland           | Documentaire             | |
| En nous                                                       | Régis Sauder                             | Documentaire             | |
| Vedette                                                       | Claudine Bories et Patrice Chagnard      | Documentaire             | |
| Retour à Reims (Fragments)                                    | Jean-Gabriel Périot                      | Documentaire             | |
| Que m'est-il permis d'espérer                                 | Raphael Girardot et Vincent Gaullier     | Documentaire             | |
| Le Tour d'un monde                                            | Damien Faure                             | Documentaire             | |
| Snow (Neige)                                                  | Cyril Barbançon et Jacqueline Farmer     | Documentaire             | |
| Qu'est-ce qu'on a tous fait au Bon Dieu ?                     | Philippe de Chauveron                    | Comédie                  | |
| En même temps                                                 | Gustave Kervern et Benoît Delépine       | Comédie                  | |
| La Nuit aux amants                                            | Julien Hilmoine                          | Drame                    | |
| Les Gagnants                                                  | Az et Laurent Junca                      | Comédie                  | |
| Le Stade                                                      | Éric Hannezo et Matthieu Voltaire        | Documentaire             | |
| Allons enfants                                                | Thierry Demaizière et Alban Teurlai      | Documentaire             | |
| La Fraude                                                     | Jean-Louis Cros                          | Drame                    | |
| Les SEGPA                                                     | Ali Bougheraba et Hakim Bougheraba       | Comédie                  | |
| I Comete                                                      | Pascal Tagnati                           | Drame                    | |
| Les Sans-dents                                                | Pascal Rabaté                            | Comédie                  | |
| Le Médecin imaginaire                                         | Ahmed Hamidi                             | Comédie                  | |
| Années 20                                                     | Élisabeth Vogler                         | Drame                    | |
| Envol                                                         | Frédéric Cerulli                         | Comédie                  | |
| Ghost Song                                                    | Nicolas Peduzzi                          | Documentaire             | |
| Le Pied nickelé                                               | Jean-Loup Martin                         | Comédie                  | |
| Volodarka                                                     | Nathalie Vannereau                       | Documentaire             | |
| Pas... de quartier                                            | Paul Vecchiali                           | Musical                  | |
| Ténor                                                         | Claude Zidi Jr.                          | Comédie                  | |
| Petite Leçon d'amour                                          | Ève Deboise                              | Comédie                  | |
| L'Eté l'éternité                                              | Emilie Aussel                            | Drame                    | |
| Laissons les morts engloutir les morts                        | Paul-Anthony Mille                       | Drame                    | |
| Tranchées                                                     | Loup Bureau                              | Documentaire             | |
| Lettre à l'enfant que tu nous as donné                        | Charlotte Silvera                        | Documentaire             | |
| Les Folies fermières                                          | Jean-Pierre Améris                       | Comédie                  | |
| On sourit pour la photo                                       | François Uzan                            | Comédie                  | |
| Loin du périph                                                | Louis Leterrier                          | Comédie                  | |
| Van Gogh In Love                                              | Jean-Luc Ayach                           | Romance, Fantastique     | |
| J'adore ce que vous faites                                    | Philippe Guillard                        | Comédie                  | |
| Hommes au bord de la crise de nerfs                           | Audrey Dana                              | Comédie                  | |
| Birds of America                                              | Jacques Loeuille                         | Documentaire             | |
| Ça tourne à Saint-Pierre-et-Miquelon                          | Christian Monnier                        | Comédie dramatique       | |
| Municipale                                                    | Thomas Paulot                            | Documentaire             | |
| Dessine-moi une planète                                       | Robin Bourlet et Léo Riehl               | Drame                    | Mathieu Capella, Camille Lerquier, Véronique Bessières, Léo Riehl, Jean Auzilleau, Jérémie Baré, Robin Bourlet, Arnaud Dezit, Lucie Boutard, Emmy Grospeiller                                                                         |